# بورمستر (یوتا)
بورمستر (به انگلیسی: Burmester) یک منطقهٔ مسکونی در ایالات متحده آمریکا است که در شهرستان تویلی، یوتا واقع شده‌است. بورمستر ۱٬۲۸۵٫۹۷ متر بالاتر از سطح دریا واقع شده‌است.